# Fokker E.IV
Il Fokker E.IV, designazione aziendale M.15, era un caccia monoplano ad ala media prodotto dall'allora azienda tedesco imperiale Fokker negli anni dieci del XX secolo.
Versione finale della serie di caccia designati Eindecker venne utilizzato dalla Luftstreitkräfte, la componente aerea delle forze armate tedesco imperiali, durante la prima guerra mondiale.

## Storia del progetto
Il Fokker E.IV era essenzialmente un E.III allungato e dotato di un motore rotativo a 14 cilindri Oberursel U. III da 160 hp (119 kW).
L'incremento della potenza rispetto ai 100 hp (75 kW) del motore dell'E.III era stata pensata per permettere il montaggio sul velivolo di 2 o 3 mitragliatrici, incrementando così sia la potenza di fuoco che dotando il velivolo di un sistema d'armamento ridondante nel caso, tutt'altro che infrequente all'epoca, di inceppamenti.
Il progetto dell'E.IV fu però tormentato e non ottenne il successo del suo predecessore. Infatti venne superato sia dai caccia francesi che britannici.
Il prototipo di questo velivolo fu accettato, per le prime prove, dall'Inspektion der Fliegertruppen, nel settembre del 1915. Le tre mitragliatrici Spandau lMG 08 erano montate in modo da sparare verso l'alto con un angolo di 15 gradi. Anthony Fokker mostrò l'E.IV ad Essen ma il complicato sistema di sincronizzazione non funzionò e l'elica del velivolo venne danneggiata dalle sue stesse pallottole. Venne quindi rimossa la terza arma e il velivolo venne dotato di un più semplice sistema di sincronizzazione. Venne anche abbandonata l'angolazione verso l'alto delle armi.
La versione finale del nuovo Fokker prevedeva due sole armi e questa sarà la dotazione standard dei velivoli da caccia tedeschi anche per i successivi biplani.
Il prototipo così modificato venne provato in condizioni operative in Francia dall'Oberleutnant Otto Parschau nell'ottobre del 1915. Questo impiego fece diventare l'E.IV il primo caccia armato di due mitragliatrici ad essere entrato in azione.
L'asso tedesco Oswald Boelcke valutò il velivolo nel novembre successivo presso la fabbrica di Schewerin. Durante questa prova Boelcke scoprì che un motore più potente, da solo, non rendeva necessariamente migliore un aereo. Un altro pilota lo descrisse come un motore volante.
L'inerzia e la forza giroscopica prodotta dal propulsore rendevano questa versione molto meno manovrabile del precedente E.III. Inoltre ogni avaria del motore, notoriamente poco affidabile, rendeva necessario lo spegnimento dello stesso. Le virate, in determinate condizioni, erano estremamente difficili dato che il velivolo non era dotato di alettoni ma la virata veniva ottenuta con la torsione delle ali.
Furono solo 49 gli E.IV prodotti portando così il totale degli Eindecker prodotti a 416.
Oltre la metà degli E.IV entrò in servizio nel giugno del 1916, l'ultimo venne consegnato nel dicembre dello stesso anno, periodo nel quale era ormai già obsoleto. La maggioranza dei Fokker E.IV venne utilizzata dall'Esercito tedesco mentre una piccola parte venne utilizzata dalla Marina Imperiale.

## Utilizzatori
Germania
- Luftstreitkräfte

operò con 48 esemplari.
- Kaiserliche Marine

operò con un esemplare.

## Modellismo
- Eduard kit scala 1/72
- ICM kit nr 72111 scala 1/72, vacuform e metallo bianco.